# جوزيف مولدر
جوزيف مولدر هو مصمم مطبوعات هولندي، ولد في 11 يناير 1658 في أمستردام في هولندا، وتوفي بنفس المكان في 2 يناير 1742.